# Палагнюк Ігор Миколайович
І́гор Микола́йович Палагню́к — командувач підготовки Командування Сухопутних військ ЗС України, колишній командувач військ оперативного командування «Південь» Сухопутних військ Збройних Сил України. Генерал-майор Збройних сил України.

## З життєпису
Народився 29 липня 1966 року у м. Вашківці Вижницького району Чернівецької області.
У 1983 роцi закінчив середню школу № 1 селища Кубинка, Московської області.
У 1987 році закінчив Харківське гвардійське вище танкове командне училище.
З липня 1987 року по жовтень 2003 року обіймав посади від командира танкового взводу до командира танкового полку у військових частинах Прикарпатського військового округу, Західного оперативного командування.
З 1994 року по 1996 рік — слухач Національної Академії оборони України.
З жовтня 2003 року по грудень 2012 року — обіймав керівні посади у міському та обласному військових комісаріатах Чернівецької та Івано-Франківської областей.
У 2013 році призначений на посаду заступника начальника штабу з бойового управління — начальника командного центру військ оперативного командування.
З 2014 по 2015 роки — начальник командного центру — заступник начальника штабу військ оперативного командування.
З 2015 по 2016 роки призначений на посаду заступника начальника штабу оперативного командування.
У 2017 році закінчив Національний університет оборони України імені Івана Черняховського та здобув кваліфікацію: ступінь вищої освіти магістр, професіонал у сфері оборони, офіцер оперативно-стратегічного рівня.
З 2016 по 2017 роки — заступник командувача військ оперативного командування.
З 2017 по 2018 роки — начальник штабу — перший заступник командувача військ оперативного командування. У 2018 році призначений на посаду начальника Головного командного центру Збройних Сил України.
Наказом Міністра оборони України від 02.07.2019 року призначений командувачем військ оперативного командування «Південь».

## Родина
2015 року донька Жанна Палагнюк із золотою медаллю у званні лейтенанта закінчила Академію сухопутних військ імені гетьмана Петра Сагайдачного.
Дружина, Оксана Олександрівна, також служить у війську.

## Нагороди
За особисту мужність і героїзм, виявлені у захисті державного суверенітету та територіальної цілісності України, вірність військовій присязі під час російсько-української війни відзначений:
- орденом Данила Галицького[3].